# Mongólia Interior
A Mongólia Interior ou Neimengu, 内蒙古自治区(pīnyīn: Nèi Měnggǔ Zìzhìqū) oficialmente Região Autônoma da Mongólia Interior é uma região autônoma da China com uma área de 1,18 milhão km². A capital é Hohhot.
Possui fronteiras de leste a oeste com as províncias de Heilongjiang, Jilin, Liaoning, Hebei, Shanxi, Ningxia e Gansu, enquanto que no norte faz fronteira com a Mongólia e Rússia. É a terceira maior subdivisão da China, abrangendo uma área aproximada de 1.200.000 km² (12% do território chinês) e uma população de cerca de 24 milhões de habitantes em 2004.
As principais religiões são a Religião Tradicional Chinesa e Mongol (80%), Budismo Tibetano (12,1%) e Outras Religiões (7,9%).